# Knightsbridge (stanice metra v Londýně)
Knightsbridge je stanice metra v Londýně, otevřená 15. prosince 1906. Navrhl ji Leslie Green. Pro handicapované jsou zde k dispozici čtyři výtahy. K evakuaci slouží schodiště. Roku 1992 si stanice zahrála v episodě seriálu Rumpole of the Bailey (Rumpole and the Children of the Devil) a roku 1997 ve filmu The Wings of the Dove od Henryho Jamese. Autobusové spojení zajišťují linky: 9, 10, 14, 19, 22, 52, 74, 137, 414, C1 a noční linky N9, N19, N22, N74 a N137. Stanice se nachází v přepravní zóně 1 a leží na lince:
- Piccadilly Line mezi stanicemi Hyde Park Corner a South Kensington.

| Rok  | Počet cestujících |
| ---- | ----------------- |
| 2011 | 20,70 mil         |
| 2012 | 21,57 mil         |
| 2013 | 21,47 mil         |
| 2014 | 21,47 mil         |